# 布魯斯·雨果
布魯斯·查德威克·雨果（英語：Bruce Chadwick Hugo；1945年9月11日—2017年1月4日），是美國的民主黨政治人物，前俄勒冈州众议院議員，也是一名通信顧問。

## 生平
雨果於俄勒岡州波特蘭出生，1983年起以民主黨黨籍當選為俄勒冈州众议院第一選區代表議員，直到1993年卸任。2017年1月4日，雨果逝世。